# Wilhelm Reichardt (Theologe)
Wilhelm Reichardt (* 21. Mai 1871 in Ronneburg (Thüringen); † 18. November 1941 in Eisenach) war ein deutscher evangelisch-lutherischer Theologe.

## Leben
Wilhelm Reichardt studierte evangelische Theologie in Tübingen, Halle (Saale) und Berlin und wurde 1895 in Altenburg als Hilfsprediger des dortigen Hofpfarramts zum Pfarrer ordiniert. Während seines Studiums in Halle wurde er Mitglied der Sängerschaft Fridericiana (Halle) (Deutsche Sängerschaft).  Im Jahre 1897 wurde er Schloßdiakonus und 1908 Konsistorialrat in Altenburg. Im Jahre 1917 promovierte er zum Dr. theol. in Jena, wurde 1918 Oberhofprediger und 1919 Generalsuperintendent in Altenburg. Von 1921 bis 1933 war er Landesoberpfarrer der Thüringer evangelischen Kirche. Als solcher nahm er 1925 an der Weltkonferenz für Praktisches Christentum in Stockholm teil. Im Jahre 1933 wurde ihm der Titel Landesbischof verliehen, bevor er am 1. März 1934 in den Ruhestand trat.

## Wirken
Reichardt war nach der Beseitigung des Landesherrlichen Kirchenregiments 1918 maßgeblich an der Bildung der Thüringer evangelischen Kirche beteiligt, die 1920 durch Zusammenschluss der verschiedenen Teilkirchen zustande kam. Er wollte als bürgerlich-liberal denkender Theologe eine „Kirche fürs Volk“ befördern. Ungeachtet dessen stellte er sich nicht den Bestrebungen der Deutschen Christen entgegen, die eine Kirche auf völkisch-rassistischer Grundlage anstrebten und schließlich durchsetzten. Dieser Weg zeichnete sich ab in seinem Verhalten seit dem 30. Januar 1933: Im März 1933 begrüßte er „aufs freudigste“ die Machtübertragung an Adolf Hitler als Beginn von Maßnahmen „zur Reinigung und Erneuerung unseres Volkslebens“, insbesondere den durch ihn von den Gläubigen geforderten „Kampf gegen die Gottlosigkeit“. Auf Druck der Kirchenbewegung Deutsche Christen hob der Landeskirchenrat unter seiner Führung die Verordnung von 1931 auf, mit der den Pfarrern die politische Betätigung untersagt war. Im Mai 1933 unterzeichnete er zusammen mit dem Vorsitzenden des Landeskirchentages Friedrich von Eichel-Streiber parallel zum staatlichen ein kirchliches „Ermächtigungsgesetz“, wodurch dem Kirchenparlament Befugnisse entzogen wurden, sowie ein „Gesetz gegen den Marxismus“. Am 5. Mai 1933 setzte er eine neue Kirchenordnung in Kraft, wonach eine Trauung „bei Verschiedenheit der Rasse“ versagt werden konnte. Unter seiner Ägide wurde das Gesetz vom 12. September 1933 über die Stellung der kirchlichen Amtsträger zur Nation verabschiedet, wonach ein „nichtarischer“ oder ein mit einer „nichtarischen Frau“ verheirateter Theologe nicht mehr zum Pfarrer berufen werden konnte. Wenige Monate vor seiner Emeritierung forderte er die Gemeinden zu einem „geschlossenen Kampf unter der Führung unseres Volkskanzlers“ auf. Am 25. Oktober rief er zur „Wahl“ von Hitler als dem „von Gott gesandten Führer“ auf.

## Schriften
- Das Kriegsjahr 1914 in Predigten und Ansprachen, Altenburg: Bonde 1914.
- Kirchliche Sitten und Gebräuche im Herzogtum Sachsen-Altenburg. Auf Grund von Fragebogen nach dem Stand des Jahres 1913 bearbeitet (Als Hs. gedr.), Altenburg: Hiller 1917.
- Aus der Aufbauzeit der Thüringer evangelischen Kirche. Predigten und Aufsätze, Eisenach: Verl. d. Volksdienstes 1934.
- Aus den Lebenserinnerungen von D. Wilhelm Reichardt, Landesbischof a.D., zusammengestellt für den Landeskirchenrat der Thüringer evangelischen Kirche von seinem Sohn Dr.iur. Dr.rer.pol Erich W. Reichardt, Eisenach, 3 Bände (unveröffentlicht; Landeskirchenamt Eisenach)